# Nicola Pasini
Nicola Pasini (Chiavenna, 10 april 1991) is een Italiaanse voetballer (verdediger) die sinds 2008 voor de Italiaanse eersteklasser AC Milan uitkomt.
Pasini speelde sinds 2007 reeds twee interlands voor de U-17 van Italië.

## Carrière
- -2008: AC Milan (jeugd)
- 2008- nu : AC Milan

1 Pozzi ·
2 Danovaro · 
3 Gozzi ·
4 Ferrieri ·
5 Varga ·
6 Varoli ·
7 Ferri ·
8 Bellini ·
9 Carletti ·
10 Maurizi ·
11 Martorelli ·
12 Rossi ·
13 Šabotić ·
14 Sassi ·
15 Giovannini ·
17 Marcellusi ·
21 Fofana ·
22 Rossini ·
23 Venturi ·
26 Lomolino ·
28 Biasci ·
Ghion ·
Giuliani ·
Offidani ·
Coach: Pochesci